# Òxid de ceri(IV)
L'òxid de ceri(IV) o CeO2 és un compost químic format pel calcinat de l'oxalat de ceri CeO2CCO2Ce o l'hidròxid de ceri(IV) Ce(OH)4.
L'òxid de ceri(IV) polvoritzat és lleugerament higroscòpic, per la qual cosa s'empra en ceràmiques per sensibilitzar un vidre fotosensible i polir-lo com a alternativa a l'òxid de ferro(III) Fe2O3. També se'l coneix com l'òptic vermell.
Podeu prendre un color transparent a llum visible a causa de l'absorció de la radiació ultraviolada que efectua.

## Aplicacions

### Ús com a catalitzador de gasos en combustió
Els òxids de ceri són usats com a catalitzadors per reduir les emissions de gas dels automòbils. Quan escasseja l'òxid de ceri(IV), es redueix mitjançant el monòxid de carboni (CO) del vehicle a òxid de ceri(III):
{\displaystyle \displaystyle \mathrm {2\ CeO_{2}+\ CO\longrightarrow \ Ce_{2}O_{3}+\ CO_{2}} }
Quan hi ha un excés d'oxigen, el procés és invertit i l'òxid de ceri(III) es converteix en òxid de ceri(IV):
{\displaystyle \displaystyle \mathrm {2\ Ce_{2}O_{3}+O_{2}\longrightarrow 4\ CeO_{2}} }
També és emprat a les parets de forns autonetejadors com a catalitzador d'hidrocarburs a altes temperatures.

### Ús a la descomposició d'aigua
El cicle òxid de ceri(III)-òxid de ceri(IV) és un cicle termoquímic de dos passos que permet la descomposició de l'aigua per a l'obtenció d'hidrogen.

### Ús en cremes solars
A causa de la seva absorció de la radiació ultraviolada, així com per la seva baixa acció catalitzadora, podria convertir-se en un suplent de l'òxid de zinc (ZnO) i el diòxid de titani (TiO) a les cremes solars. No obstant això, les seves propietats termals catalítiques haurien de disminuir-se mitjançant la cobertura de les seves partícules amb silicona amorfa o amb nitrur de bor.